# Alue Bugeng
Alue Bugeng is een bestuurslaag in het regentschap Aceh Timur van de provincie Atjeh, Indonesië. Alue Bugeng telt 1182 inwoners (volkstelling 2010).